# Reggimenti veneziani
Di seguito è riportata la lista dei reggimenti veneziani raggruppati per territori. In ciascun territorio spiccava un rettore con poteri maggiori e autorità sugli altri.

## Dogado
Il Dogado era il territorio immediatamente contiguo a Venezia (in particolare le lagune), coincidente con l'antico Stato veneto.
In periodi d'emergenza, il dogado venne amministrato da un unico Provveditore o Provveditore Generale con vari magistrati.
- Cavarzere (XIII secolo - 1797): Podestà;
- Caorle (1251 - 1797): Podestà;
- Chioggia (1208 - 1797): Podestà, due Salinieri (dal 1560 uno), Castellano (dal 1722);
- Cologna (1404 - 1797): Podestà, Castellano[1];
- Gambarare (XIII secolo - 1797): Provveditore;
- Grado (1251 - 1797): Conte;
- Lido (con sede nel castello di Sant'Andrea, (XIII secolo) - 1797): Podestà, poi Castellano;
- Loreo (XIII secolo - 1797): Podestà;
- Malamocco (1251 - 1797): Podestà, Ufficiali;
- Murano (1271 - 1797): Podestà;
- Torcello (con Burano, Mazzorbo e Lido Maggiore, XIII secolo - 1797): Podestà;
- Torre delle Bebe (XIII secolo - 1607): Podestà.

## Domini di Terraferma
L'entroterra compreso tra il Bergamasco e il Friuli costituiva i Domini di Terraferma.

### Bassanese
Entrata a far parte dei domini veneziani dal 1404, Bassano - che già sotto i Visconti aveva ottenuto lo status di «terra...de per se» - divenne una «podesteria autonoma» con proprio distretto non dipendente da alcun altro capoluogo (era direttamente sottoposta a Venezia): «sit ipsa terra exempta et separata a quacumque civitate et iurisdictione cuiuscumque civitatis». Infine, nel 1760 ebbe riconosciuto dal Doge veneziano il titolo di "Città" poi riconfermato dal governo austriaco ed italiano.
- Bassano (1404 - 1797): Podestà e Capitano e per poco tempo un Provveditore

La podesteria comprendeva la città di Bassano e le ville di Cismon, Cartigliano, Pove, Primolano, Rossano, Solagna. A queste si aggiunsero poi Tezze e Rosà (su terreni precedentemente di Bassano) e Cassola (su terreni precedentemente di Pove e Solagna). Il distretto confinava con il trentino a nord, il trevigiano ad est, il padovano a sud ed il vicentino ad ovest, ma comprendeva il fiume Brenta lungo entrambe le rive, per tutta la sua lunghezza da Primolano a Tezze. Ciò consentiva alla Repubblica un controllo più diretto sulla via d'acqua e di terra che dava accesso ai mercati del nord Europa.

### Bergamasco

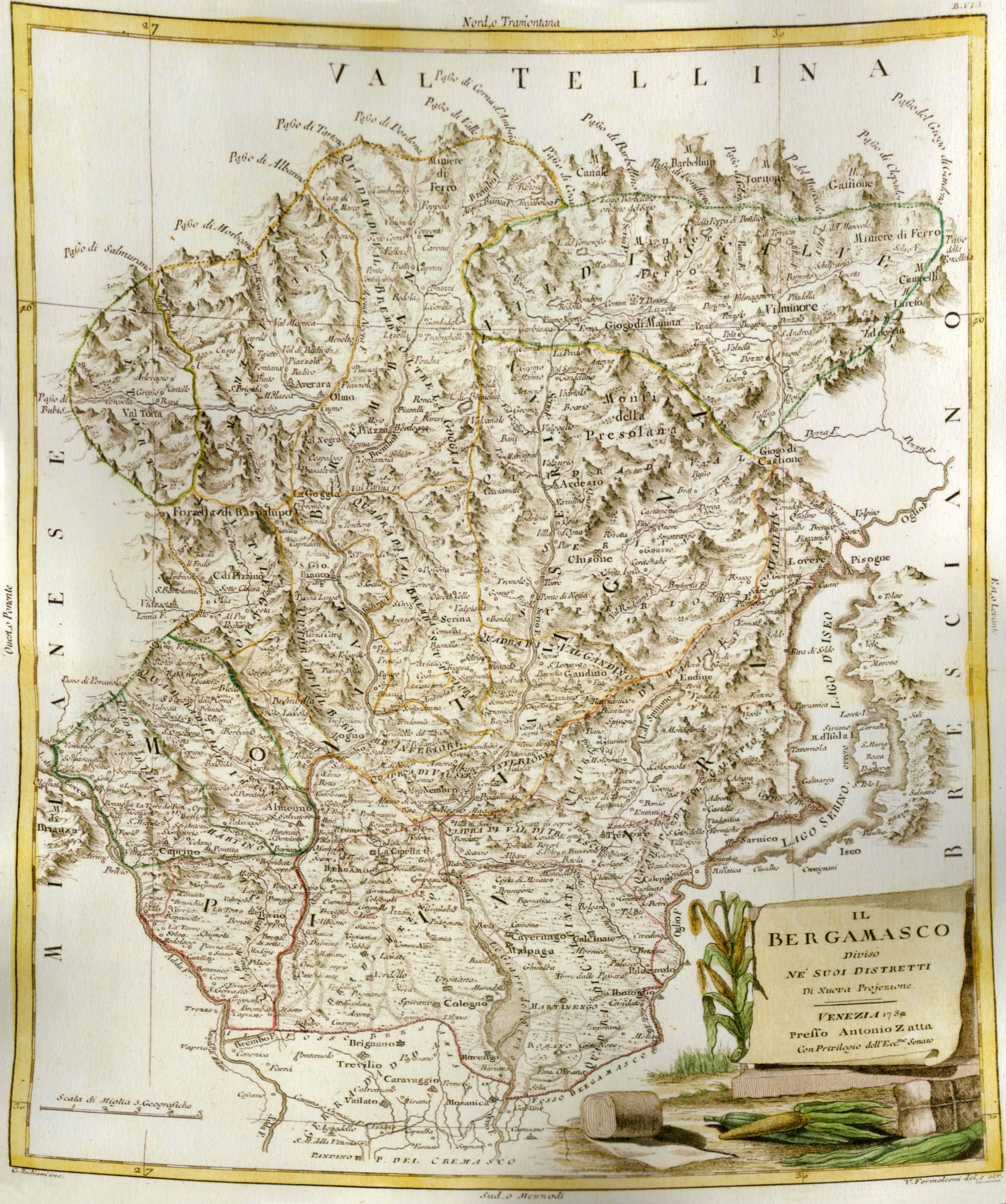
Il bergamasco diviso nei suoi territori. Antonio Zatta 1782.

Bergamo e le valli bergamasche si sottomisero spontaneamente a Venezia sul finire del 1427, venendo cedute dal Ducato di Milano con la Pace di Ferrara. Questo territorio rappresentava l'estremità occidentale della Repubblica di Venezia. Esso era diviso in numerosi distretti, al centro dei quali era la città di Bergamo: qui alcuni Rettori erano eletti dal consiglio nobile e in più occasioni fu posto a reggere Bergamo e il Bergamasco un unico Provveditore (talvolta un Provveditore Generale).

Giovanni Da Lezze ricorda alla fine del XVI secolo la presenza di un consiglio delle valli bergamasche, nel quale si annoveravano sei tesorieri provenienti dalle varie vallate; Val Seriana Superiore e Val Brembana Superiore, entrarono a far parte di questo organismo nel 1645.
- Bergamo (1428 - 1797): Podestà e Capitano, poi un Podestà e un Capitano, Castellano, prima uno e poi due Camerlenghi;
- Martinengo (1428 - 1797): Podestà e Provveditore;
- Romano (1428 - 1797): Podestà e Provveditore;
- Clusone (Val Seriana superiore) (1470 - 1478): Provveditore;

Giusdicenti di nomina cittadina erano ubicati a: Urgnano, Cologno, Lovere, Val Gandino, Val Seriana inferiore, Valle San Martino, Val Brembana oltre la Goggia, Val Brembana superiore, in Val Brembana inferiore e Valle Imagna.
Anche Valle di Scalve e valle di Gandino avevano Rettori nominati dal consiglio nobile di Bergamo.
Dal 1478 la Val Seriana ebbe il privilegio di nominare da sé il proprio rettore, seppur scegliendolo tra i patrizi veneti. Analogamente, ma con libertà di scelta, potevano fare la Valle di Averara, la Val Taleggio e la Valtorta.
Vicari approvati dalla città su nomina locale: Val Averara, Valtorta e Val Taleggio.

I distretti di pianura facevano riferimento alla giustizia della città di Bergamo: le quadre d'Isola, di Mezzo, di Calcinate, di Val Cavallina e di Val Trescore.
Val Calepio (famiglia omonima), Malpaga (Martinengo) e Carpeneto (vescovo di Bergamo e monaci di Pontida) avevano amministrazione feudale.
A Treviglio tra il 1500 ed il 1509 vi fu un Provveditore, poi Podestà; similmente a Caravaggio tra il 1500 ed il 1509 vi fu un Provveditore, poi Podestà, Castellano. Tra il XV e il XVI secolo queste città furono contese tra il ducato di Milano e la Serenissima. Venezia vi rinunciò definitivamente dopo la battaglia di Agnadello.

### Cremasco
Crema, già parte del Ducato di Milano, si diede a Venezia il 16 settembre 1449 come riconosciuto con la Pace di Brescia. Rappresentava un'enclave della Repubblica di Venezia nei territori milanesi: ad essa si accedeva tramite la "strada cremasca" o "lo steccato", fonte continua di contrasti con lo Stato di Milano.
Durante le emergenze Crema e il Cremasco furono retti da un Provveditore.
- Crema (1449 - 1797): Podestà e Capitano, prima uno poi due Camerlenghi, Castellano;
- Soncino[6] (1500 - 1509): Provveditore, Castellano.

A Gabiano, Chieve, Bagnolo, Trescor, Ripalta Nuova, Offanengo e in altri centri minori erano insediati Rettori nominati dal consiglio nobile di Crema.

### Cremonese
Cremona entrò a far parte della Terraferma Veneziana nel 1499 con la Battaglia di Novara, ma fu restituita al Ducato di Milano dopo la sconfitta di Agnadello.
- Cremona (1499-1509): Podestà, Capitano, Castellano, Camerlengo;
- Castel Leone (1499-1509): Provveditore, poi Podestà;
- Casalmaggiore (1426 - 1438): Provveditore, poi Podestà e Capitano; Provveditore e poi Podestà (1500 - 1509);
- Pizzighettone (1501 - 1509): Provveditore e poi Podestà, Castellano.

### Bresciano
(M. Melchiorre, Conoscere per governare. Le relazioni dei sindaci inquisitori e il Dominio veneziano in Terraferma (1543-1626), Udine, 2013, p. 140.)

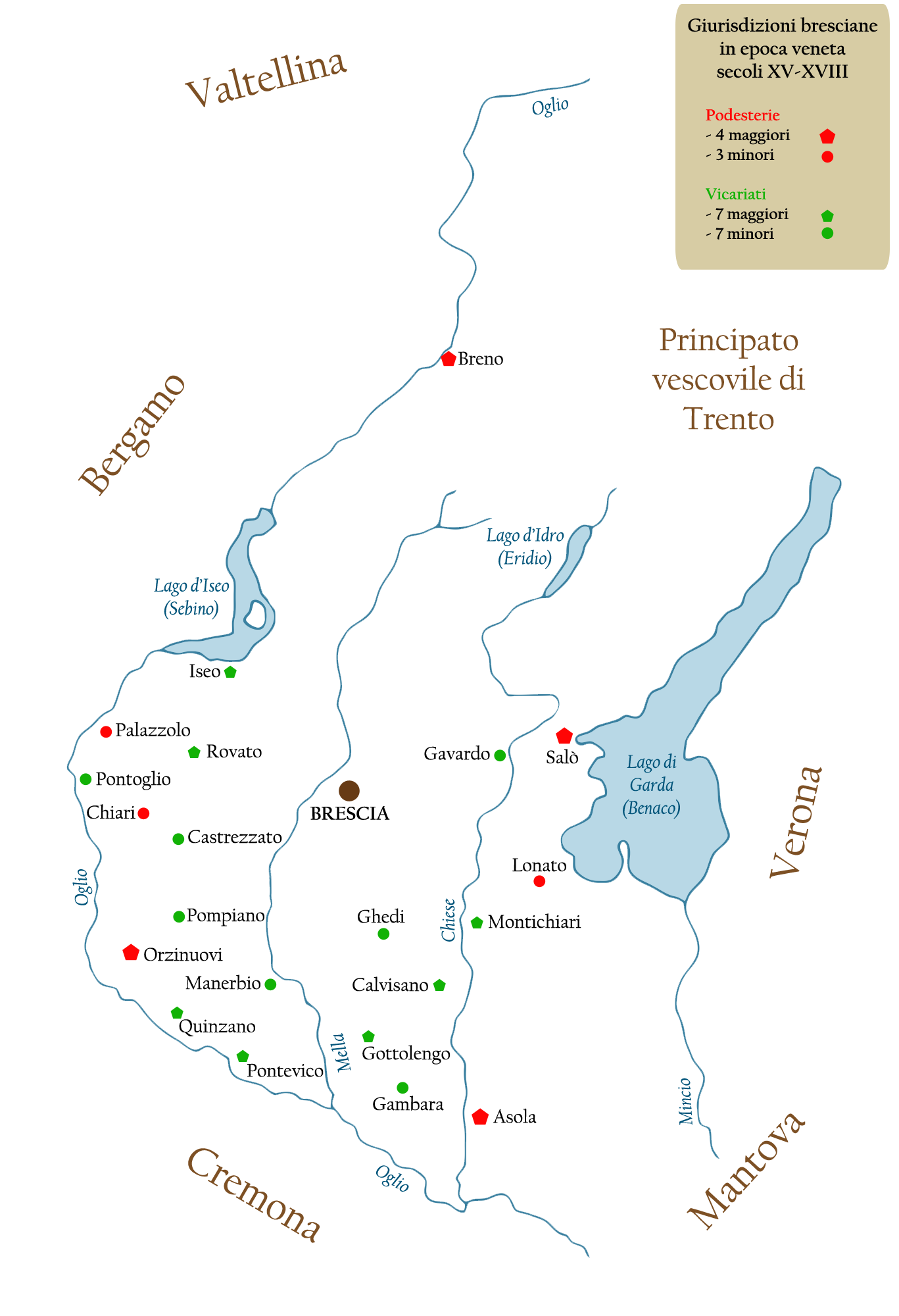
Giurisdizioni bresciane in epoca veneta

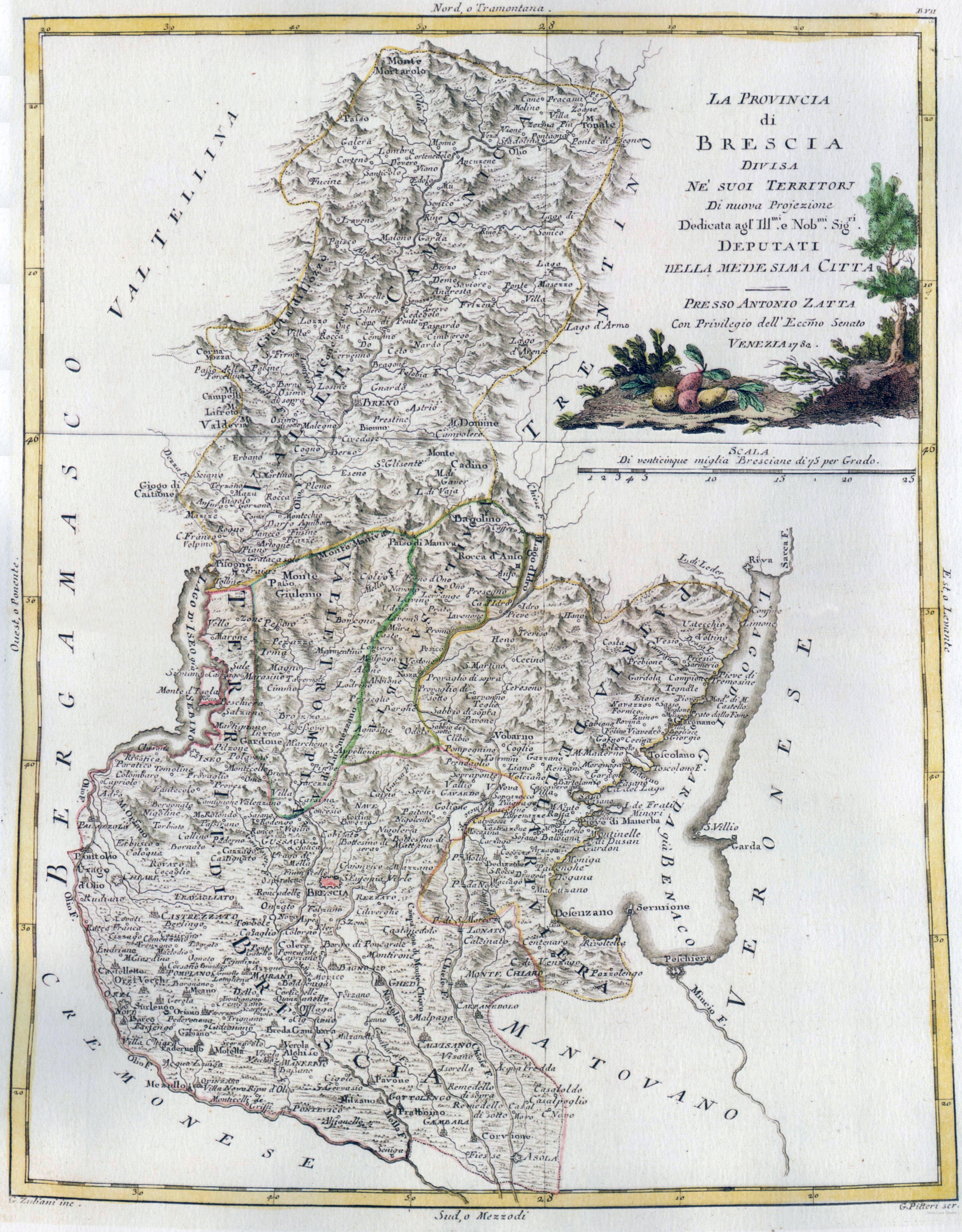
La provincia di Brescia divisa ne' suoi territori - Venezia 1782 - by Antonio Zatta

La città di Brescia si diede a Venezia nel 1426, comportando una guerra contro Milano vinta grazie alla battaglia di Maclodio la quale trascinò anche Bergamo nello stesso destino. L'intero territorio bresciano rimase sotto la Repubblica di Venezia fino al 1797, eccetto per il periodo tra il 1509 ed il 1516. Brescia e il Bresciano rappresentavano la provincia più vasta e ricca della terraferma veneziana; essi furono talvolta retti da un unico Provveditore o Provveditore Generale.
Il territorio, molto vasto e geormofologicamente differente ebbe un assetto istituzionale che prevedeva particolari forme di autonomia per la riviera di Salò, la Val Sabbia, la Val Trompia e la Val Camonica.

Il bresciano era suddiviso fiscalmente in quadre, eccetto per la Val Camonica dove vi era una suddivisione in pievatici.
- Brescia (1426 - 1797): Podestà, Capitano, Castellano, prima uno e poi due Camerlenghi e per poco tempo un Provveditore del castello;

Il potere amministrativo e giuridico si suddivideva in 7 podestarie e 14 Vicariati. 

Le 4 podestarie maggiori:
- Asola (1485 - 1797): Provveditore, Castellano, per poco tempo un Provveditore straordinario;
- Breno (Val Camonica) (1428 - 1797): Capitano, poi Provveditore;
- Orzinuovi (1428 - 1797): Podestà, poi Provveditore, per poco tempo un Provveditore straordinario;
- Salò (Riviera del Garda) (1349 e poi 1426 - 1797): Provveditore e Capitano del Garda e della Riviera Bresciana, talvolta Provveditore straordinario;

Le 3 podestarie minori:
- Palazzolo (1428 - 1438): Podestà.
- Lonato (1426 - 1797): Provveditore, Castellano;
- Chiari (1426 - 1438): Provveditore, poi Podestà;

I Vicariati maggiori erano: Iseo, Montichiari, Rovato, Gottolengo, Calvisano, Quinzano e Pontevico.
I Vicariati minori erano: Gavardo, Manerbio, Ghedi, Gambara, Pontoglio, Castrezzato e Pompiano.
Le comunità della Val Trompia e della Val Sabbia potevano eleggere da sé i Rettori, mentre a Rocca d'Anfo vi era un Provveditore.
Verola Alghise, Pralboino, Urago d'Oglio, Gaiano, Pavone, Orzivecchi, Motella, Padernello, Oriano, Marochino, Meano, Burgo, Mezullo, Zurlengo, Colere, Milzano, Castelletto, Corvioni, Breda Maggia e Breda Gambara avevano amministrazione feudale (prevalentemente famiglie Gambara e Martinengo).

### Alto Garda
La Serenissima prese il controllo del Trentino meridionale, da cui i milanesi si erano ritirati in conseguenza della perdita di Brescia, nel corso del XV secolo ma, dopo la sconfitta di Agnadello, dovette cederlo all'arciducato d'Austria.
- Rovereto (1420 - 1509): Podestà, Provveditore, Castellano;
- Riva (1444 - 1509): Provveditore, Castellano;
- Gresta (1508): Provveditore e Castellano;
- Penede (1466 - 1508): Castellano.

### Veronese
La spontanea dedizione di Verona a Venezia avvenne nel 1405, quando le milizie milanesi di Jacopo dal Verme si arresero e la sortita di Francesco Novello da Carrara era miseramente fallita. Si veda inoltre quanto già detto per il Bergamasco.
- Verona (1405 - 1797): Podestà, Capitano, due Castellani, due Camerlenghi;
- Soave (1404 - 1797): Capitano;
- Peschiera (1405 e 1440 - 1797): Provveditore, Castellano e per poco tempo un Provveditore;
- Legnago (1400 - 1797): Podestà, poi Provveditore e Capitano, Castellano e per poco tempo un Provveditore straordinario;
- Nogarole (1466 - 1508): Castellano;
- Lazise (1455 - 1509): Castellano;
- Valeggio (1509): Provveditore.

Nei vicariati di Sermione, Ca' di Campagna, Bussolengo, Valeggio, Villafranca, Isola della Scala, Nogara, Sanguinetto, Bovolone, Cerea, Isola Porcarizza, Minerbe, Bevilacqua, Valle
Polesella, Val Patena, Valle d'Illasi, Montagne, Tregnago, Lazise, Garda, Torri, Caprino, Montorio, Soave, Peschiera erano insediati vicari nominati dal consiglio di Verona.

### Vicentino
Vicenza si sottomise spontaneamente a Venezia nel 1404 in conseguenza dei disordini interni del Ducato di Milano dopo la prematura morte di Gian Galeazzo Visconti. Si veda inoltre quanto già detto per il Bergamasco.
- Vicenza (1404 - 1797): Podestà, Capitano, Castellano, due Camerlenghi,
- Marostica (1404 - 1797): Podestà;
- Lonigo (1404 - 1797): Podestà, Castellano;
- Montebello (1453 - 1454): Castellano;

Nei vicariati di Orgiano, Barbarano, Camisano, Thiene, Schio, Malo, Valdagno, Arzignano, Montecchio Maggiore, Montebello e Brendola erano insediati Rettori nominati dal consiglio nobile di Vicenza.
La Federazione dei Sette Comuni ebbe il privilegio di nominare da sé i propri Rettori.

### Padovano
Diversamente dalle altre città venete, Padova osteggiò tenacemente le mire espansionistiche veneziane, ma si piegò infine nel 1405, quando il suo Signore Francesco Novello da Carrara fu catturato e ucciso. Si veda inoltre quanto già detto per il Bergamasco.
- Padova (1405 - 1797): Podestà, Capitano, due Camerlenghi, due Castellani;
- Montagnana (1405 - 1797): Podestà;
- Este (1405 - 1797): Podestà, Castellano;
- Ponte della Torre (1454 - 1522): Castellano;
- Monselice (1405 - 1797): Podestà, Castellano;
- Castelbaldo (1405 - 1797): Podestà, Castellano;
- Cittadella (1405 - 1797): Podestà[10];
- Piove di Sacco (1405 - 1797): Podestà;
- Stra (1451 - 1465): Castellano;
- Camposampiero (1405 - 1797): Podestà.

Nei vicariati di Conselve, Anguillara, Teolo, Arquà, Mirano e Oriago erano insediati Rettori nominati dal consiglio nobile di Padova.

### Trevigiano
Treviso fu una delle prime città a darsi volontariamente a Venezia, nel 1338, a cui rimarrà sempre assoggettata (salvo la breve parentesi 1381-1388). Si veda inoltre quanto già detto per il Bergamasco.
- Treviso (1338 - 1797): Podestà, Capitano, poi solo Podestà e Capitano, Castellano, prima uno e poi due Camerlenghi;
- Asolo  (1338 - 1797): Provveditore, Castellano, poi solo Podestà;
- Castelfranco (1338 - 1797): Podestà;
- Porto Buffolé (1338 - 1797): Podestà;
- Oderzo (1338 - 1797): Podestà;
- Motta (1338 - 1797): Podestà;
- Noale (1338 - 1797): Capitano, poi Podestà;
- Serravalle (1337 - 1797): Podestà, Camerlengo;
- Mestre (1338 - 1797): Podestà e Capitano, Castellano;
- Conegliano (1339 - 1797): Podestà e Capitano;
- Ceneda e Tarzo (1546 e 1771 - 1797): Podestà[11];
- Musestre (1384 - 1387): Capitano;
- Cordignano (1389 - 1454): Podestà;
- Valmareno (1356 - 1436): Podestà;

Collalto e San Salvatore (Collalto), Valmareno (Marin Falier, Ercole da Camino, il Gattamelata e infine i Brandolini), Mel (Zorzi e Loredan, poi Gritti), Cesana (varie famiglie), Cordignano (Rangoni, poi Mocenigo), San Donato (Trevisan, poi Corner e Contarini), San Polo (Pasqualigo e Gabrielli) avevano amministrazione feudale.

### Feltrino
Feltre, la cui diocesi era collegata a quella di Belluno, si diede come quest’ultima a Venezia nel 1404 in conseguenza dei disordini interni del Ducato di Milano dopo la prematura morte di Gian Galeazzo Visconti.
- Feltre (1404 - 1797): Podestà e Capitano, Castellano, e per poco tempo un Provveditore;
- Quero (1453 - 1797): Castellano;
- Castello della Scala (1453 - 1509): Castellano[12].

Nei colmelli di Rocchetta, Chiusa, Castello della Scala, Covolo, Primiero, Valsugana, Lamon e Cismon erano insediati quattro Sindaci a vita nominati dal consiglio di Feltre.

### Bellunese
Belluno si diede a Venezia nel 1404, in conseguenza dei disordini interni del Ducato di Milano dopo la prematura morte di Gian Galeazzo Visconti. Si ricorda che il Cadore era in origine assoggettato al patriarcato di Aquileia e rappresentò un territorio autonomo compreso nel Friuli.
- Belluno (1404 - 1797): Podestà e Capitano, Castellano.

Nei capitaniati di Agordo, Zoldo, Gardona Casamata e Rocca di Piettore erano insediati Capitani nominati dal consiglio nobile di Belluno.

### Friuli
La cosiddetta Patria del Friuli (veneziana dal 1420), era amministrata anche da un Parlamento a cui partecipavano feudatari, ecclesiastici e rappresentanti delle comunità presieduti dal Luogotenente di Udine. Il Corpo Villatico, cioè l'insieme delle 455 ville del Friuli, era rappresentato da otto sindaci diretti sempre dal Luogotenente. In alcune occasioni il territorio era amministrato da un Provveditore o da un Provveditore Generale che aveva poteri maggiori rispetti al Luogotenente.
- Udine (1420 - 1797): Luogotenente, Tesoriere, Marescalco;
- Gorizia (1508 - 1509): Provveditore, Castellano;
- Gradisca (1480 - 1511): Provveditore;
- Cividale (1508 - 1797): prima sottoposta alla Luogotenenza di Udine, dal 1508 un Provveditore Straordinario e dal 1553 un Provveditore Ordinario;
- Monfalcone (1420 - 1797): Podestà, per poco tempo anche un Provveditore, Castellano;
- Pordenone (1537 - 1797): Provveditore e Podestà[18]
- Caneva (1420 - 1797): Podestà;
- Sacile (1420 - 1797): Podestà e Capitano;
- Portogruaro (1420 - 1797): Podestà;
- Palma (1593 - 1797): Provveditore Generale, Tesoriere, per poco tempo un Provveditore straordinario;
- Marano (1420 - 1513 e 1544 - 1797): Podestà, poi Provveditore e per poco tempo anche un Provveditore straordinario;
- Buttistagno (1455 - 1510): Castellano e per poco tempo un Provveditore;
- Cormons (1508 - 1509): Castellano e Provveditore;
- Chiusa di Venzone (1420 - 1797): Castellano;
- Belforte (1351 - 1387): Castellano;
- Belgrado (1508 - 1509): Castellano e Provveditore;
- Latisana (1414 - 1420): Rettore e Provveditore.

Cordovado (vescovo di Concordia), Summaga (badia con commenda), Moggio (badia con commenda), Rosazzo (commenda dell'arcivescovo di Udine), Sesto (badia con commenda), Brugnera e Porcia (Porcia), Spilimbergo (famiglia omonima), Valvasone (conti di Cucagna), Prata (Floridi), Polcenigo (famiglia omonima), Osoppo (Savorgnan), Tarcento (Frangipani), Codroipo (conti di Lagliano), Cucagna, Zucco e Partistagno (conti di Cucagna), Zoppola (Panciera), Colloredo (famiglia omonima) e altri territori avevano amministrazione feudale.
Meduna, Venzone, Gemona, Aviano (Gabrielli), Fagagna, Separate, San Vito, San Daniele del Friuli (patriarca di Aquileia fino al 1751), Latisana (vari patrizi veneti), Castelnuovo e Belgrado (Savorgnan), Sedegliano (Manin), Tricesimo erano comunità libere, in parte infeudate.
Aggiunti al Friuli ma con amministrazione autonoma erano:
- il Cadore (1420 - 1797): diviso in dieci centurie (Pieve, Auronzo, Comelico Superiore, Comelico Inferiore, Oltrepiave, Domegge, Valle, Venas, San Vito, Ampezzo fino al 1511; ad esse vanno aggiunte le giurisdizioni speciali di Pescul e Caprile) e retto da un Capitano (e, per poco tempo, da un Provveditore) con sede a Pieve di Cadore;
- la Carnia: divisa in quattro quartieri (San Pietro, Gorto, Socchieve, Tolmezzo) amministrati da un consiglio dei XXI, da un Gastaldo e da tre Giudici eletti dagli abitanti, con sede a Tolmezzo.

### Polesine
Rovigo fu sotto doppia amministrazione veneziana-ferrarese tra il 1395 e il 1438; il Polesine fu definitivamente veneziano dopo la guerra del Sale condotta contro gli Estensi; la città di Adria - facente parte del Dogado - solamente dopo il 1509. Provveditore Generale di tutto il Polesine era il Podestà e Capitano di Rovigo.
- Rovigo (1395 - 1438 e 1482 - 1797): Capitano del Polesine, poi Provveditore e poi Podestà e Capitano, uno e poi due Camerlenghi, Castellano;
- Lendinara (1483 - 1797): Podestà, Castellano;
- Badia (1482 - 1797): Podestà;
- Melara (1483): Podestà;
- Castelnuovo (1483): Podestà.

### Emilia
In Emilia furono istituiti i seguenti Reggimenti, attivi solo durante brevissime occupazioni.
- Brescello (1409 - 1427): Podestà e Capitano;
- Crovara (1630): Provveditore.

### Romagna
Venezia prese il controllo della Romagna all'inizio del XVI secolo, ma nel giro di un decennio, con la guerra della Lega di Cambrai, dovette cederla allo Stato Pontificio. Ravenna e Cervia furono rioccupate tra il 1527 e il 1530, durante la guerra della Lega di Cognac.
- Ravenna: Podestà e Capitano e poi un Podestà e un Capitano, Camerlengo, Castellano (1441 - 1509), Provveditore (1527 - 1530)[21];
- Rimini (1503 - 1509): Podestà e Capitano, Provveditore, Castellano, Camerlengo[22];
- Tosignano (1504 - 1505): Provveditore, Castellano;
- Cervia: Podestà, Castellano e Camerlengo, Salinario (1463 - 1509), Provveditore (1527 - 1530);
- Faenza (1503 - 1509): Provveditore poi Podestà, Castellano, Camerlengo;
- Comacchio (1482 - 1484): Provveditore;
- Meldola (1504 - 1509): Provveditore;
- Montefiore (1504): Provveditore;
- Briseghella e Val d'Amone (1503 - 1509): Provveditore e Capitano, Castellano;
- Russi (1504 - 1509): Castellano;
- Saludecio (1503 - 1509): Provveditore e Castellano;
- Savignano (1504): Provveditore;
- Sant'Arcangelo (1504): Provveditore;
- Verucchio (1504): Castellano.

## Stato da Mar
Lo Stato da Mar era costituito dai domini marittimi, dall'Istria alla Grecia.

### Puglia
Alcune città della costa pugliese furono veneziane dal tardo XV secolo fino al 1530, quando furono restituite al Regno di Napoli.
- Monopoli (1484 - 1509): Governatore, Camerlengo e Salinario; Provveditore (1528 - 1530);
- Trani (1490 - 1509): Governatore, Castellano[23];
- Brindisi (1496 - 1509): Governatore, due Castellani, Salinario; Provveditore (1528 - 1530);
- Otranto (1496 - 1509): Governatore, Castellano; Provveditore (1528 - 1530);
- Mola (1497 - 1509 e 1528 - 1530): Provveditore;
- Polignano (1495 - 1509): Governatore; Provveditore (1528 - 1530);
- Gallipoli (1484): Provveditore.

### Triestino e Fiume
Si tratta di territori in cui la presenza della Repubblica fu storicamente importante, ma mai duratura. Trieste e l'Istria erano state ridotte a protettorato tra il X secolo e il 1150. Nel XIV secolo Trieste era stata momentaneamente sottomessa ma, insofferente al dominio veneziano, si diede presto agli Asburgo. Si ebbe infine una breve occupazione tra il 1508 e il 1509.
- Trieste (1368 - 1380): Podestà, Capitano, due Castellani; Provveditore, Castellano  (1508 - 1509);
- Duino (1508 - 1509): Castellano e Provveditore[24];
- Mocò (1368 - 1380 e 1471 - 1511): Castellano[25];
- Vippacco (1508): Provveditore e Castellano;
- Fiume (1508 - 1509): Provveditore.

### Istria
Protettorato veneziano sin dal X secolo, il processo di definitiva dedizione si poté dire concluso attorno alla metà del Trecento.
- Capodistria (1278 - 1797): Podestà, poi Podestà e Capitano, Consigliere, Castellano di Castel Leone, Camerlengo, e poi invece del Castellano e del Camerlengo due Consiglieri;
- Raspo (1394 - 1797): Capitano[26];
- Pinguente (1420- 1511): Podestà[26];
- Albona e Fianona (1420 - 1797): Podestà;
- Pola (1297 - 1797): Conte e Provveditore;
- Due Castelli (1445 - 1452): Podestà[27];
- Parenzo (1266 - 1797): Podestà;
- Cittanova (1270 - 1797): Podestà;
- Muggia (1420 - 1797): Podestà, Castellano;
- Pirano (1283 - 1797): Podestà;
- Pisino (1508 - 1509): Provveditore[28];
- Isolo (1281 - 1797); Podestà;
- Umago (1269 - 1797): Podestà;
- Rovigno (1330 - 1797): Podestà;
- San Lorenzo (1271 - 1797): Podestà;
- Dignano (1330 - 1797): Podestà;
- Valle (1331 - 1797): Podestà;
- Grisignana (1420 - 1797): Podestà;
- Buie (1420 - 1797): Podestà;
- Montona (1276 - 1797): Podestà;
- Portole (1420 - 1797): Podestà;
- Arbe (1118 - 1797): Conte e Capitano, Camerlengo e Castellano;
- Cherso e Ossero (1097 - 1797): Conte e Provveditore;
- Veglia (1481 - 1797): Provveditore, Castellano, Camerlengo[29];
- Pago (1115 - 1797): Conte, Camerlengo.

Barbana (Loredan), Visinada e San Vincenti (Grimani), Piemonte (Contarini), Momiano (Rota), Pietra Pelosa (Gravisi), Raziza (Boltrestaia), Orsera (vescovo di Parenzo) avevano amministrazione feudale.

### Dalmazia

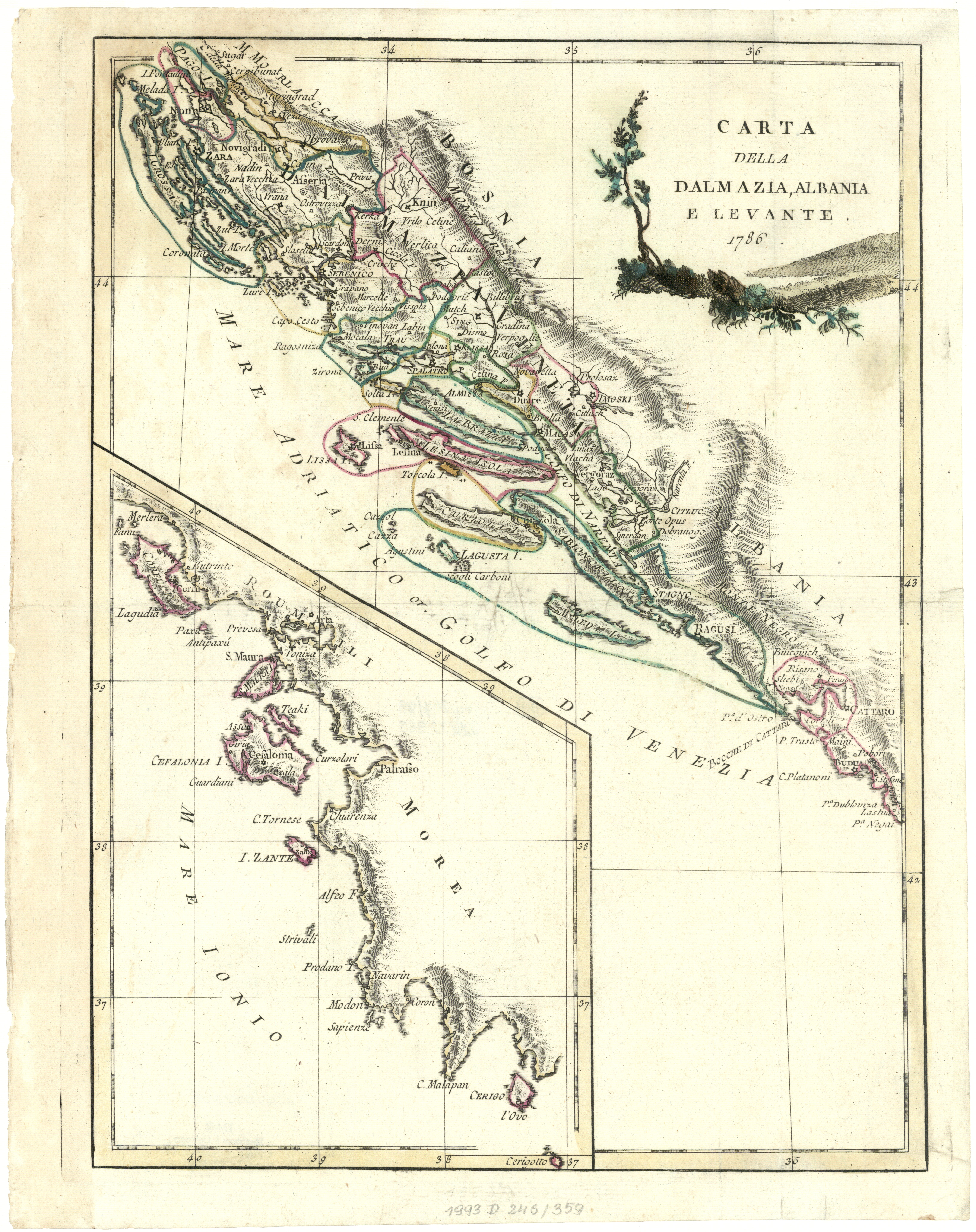
Carta della Dalmazia, Albania e Levante

Analogamente all'Istria, anche la Dalmazia fu inizialmente sottomessa come protettorato (X secolo), ma l'annessione definitiva avvenne tra il 1409 e il 1420. Durante il periodo del protettorato, si trovano Rettori veneziani in tutte le città dalmate, compresa Ragusa che, in realtà, rimase una repubblica indipendente.
La massima autorità civile e militare era il Provveditore Generale di Dalmazia e Albania, da cui dipendevano altre cariche quali il Provveditore Generale della Cavalleria e il Provveditore alle Isole della Dalmazia. Durante le guerre contro i Turchi tra Cinque e Seicento il Provveditore Generale era affiancato da alcuni patrizi veneti con il titolo di "Nobili in Dalmazia".
- Zara (1409 - 1797): Conte e Capitano, poi Conte, Capitano, Camerlengo, Castellano e per poco tempo un Provveditore straordinario;
- Nona (1409 - 1797): Conte;
- Novegradi (1409 - 1797): Castellano, poi Provveditore, e per breve tempo un Provveditore straordinario;
- Sebenico (1413 - 1797): Conte e Capitano, Camerlengo, Castellano e Provveditore del Castello di San Nicolò, e per poco tempo un Provveditore straordinario;
- Craina (1468): Conte;
- Tenin (1648 - 1797): Provveditore, Castellano;
- Traù (1420 - 1797): Conte, Castellano, e per poco tempo un Provveditore straordinario;
- Spalato (1420 - 1797): Conte, Castellano, Camerlengo, e per poco tempo un Provveditore straordinario;
- Sign (1686 - 1797): Provveditore;
- Almissa (1444-1797): Provveditore;
- Imoschi (1717-1797): Provveditore;
- Macarsca (1646-1797): Provveditore;
- Clissa (1646-1797): Provveditore;
- Brazza (1420-1797): Conte;
- Lesina (1420-1797): Conte detto anche Rettore e Provveditore, Castellano, Camerlengo;
- Curzola (1420-1797): Conte;
- Laurana (1444-1522): Podestà o Castellano.

### Albania
- Cattaro (1420 - 1797): Conte detto poi Rettore e Provveditore, Camerlengo, Castellano, e per circa un secolo anche un Provveditore straordinario;
- Castelnovo (1687 - 1797): Provveditore, Castellano;
- Budua (1420 - 1797): Podestà, e per breve tempo un Provveditore;
- Ciclut (1696 - 1715): Provveditore;
- Prevesa (1686 - 1797): Provveditore straordinario;
- Vonizza (1718 - 1797): Provveditore;
- Alessio (1403 - 1476): Provveditore, Camerlengo, Salinario; Provveditore (1500 - 1506);
- Antivari (1405 - 1411 e 1444 - 1571): Podestà, Castellano, Camerlengo;
- Scutari (1404 - 1477): Conte e Capitano, Camerlengo, Castellano, Salinario;
- Drivasto (1405 - 1478): Podestà, Castellano, e per gli ultimi quattro anni Rettore e Provveditore;
- Dulcigno (1405 - 1412 e 1425 - 1571): Conte e Capitano;
- Durazzo (1403 - 1500): Bailo e Capitano[30];
- Valona (1690 - 1691): Provveditore;
- Croia (1469 - 1477): Provveditore;
- Butrinto (1350): Castellano;
- Parga (1444): Rettore[31]
- Dagno (1445 - 1473): Provveditore[31].

Perasto, Dobrota, Perzagno, Teodo, Lessetane, Stolivo, Zuppa Superiore e Zuppa Inferiore, Cartolle, Lustiza, Risano, Crivoscia, Marigno, Ledinizze, Pastrovichio alle bocche di Cattaro e la Poglizza eleggevano da sé i propri rappresentanti
Curzola (Zorzi) ebbe amministrazione feudale dal 1254 al 1357.

### Isole Jonie
Le isole Jonie erano amministrate dal Provveditore Generale da Mar, con poteri sia civili che militari e con sede a Corfù. Egli aveva peraltro il supremo comando della flotta militare. Questa istituzione comparve nella prima metà del XVI secolo: in precedenza esistevano solo i Rettori delle varie isole. In situazioni particolari era nominato un Provveditore Generale delle Tre Isole.
- Corfù (1386 - 1797): Bailo, Provveditore e Capitano, due Consiglieri, Capitano della cittadella, Castellano della fortezza; per un periodo il Bailo fu anche Capitano e Provveditore Generale e al posto dei Consiglieri vi fu un Camerlengo; tra il 1501 e il 1508 vennero aggiunti altri quattro Capitani e Provveditori;
- Zante (1484 - 1797): Provveditore, due Consiglieri e per poco tempo un Provveditore;
- Cefalonia (1499 - 1797): Provveditore e per poco tempo un Provveditore straordinario, due Consiglieri, prima dei quali al loro posto vi era un Camerlengo[32];
- Santa Maura (1502 - 1504 e 1684 - 1797): Provveditore ordinario, Provveditore straordinario.

### Morea
Venezia ottenne il controllo stabile della Morea con la guerra del 1684-1699. I poteri civile e militare erano amministrati dal Provveditore Generale delle Armi con sede a Napoli di Romania. Nei primi tempi era affiancato anche da due Provveditori Straordinari e tre Sindaci e Catasticatori. Alcuni centri erano già stati veneziani in passato.
- Napoli di Romania: Provveditore (detto anche Rettore, Bailo, Podestà e Capitano), Consiglieri, Castellano, Camerlengo (1388 - 1540); Rettore, Provveditore, Provveditore straordinario, Camerlengo (1686 - 1718);
- Malvasia: Podestà (XIII secolo - 1540); Provveditore, Provveditore straordinario (1699 - 1718);
- Modone: Provveditore, Camerlengo, Capitano del borgo, Castellano (inizi XIII secolo-1499); Provveditore e Provveditore straordinario (1686 - 1718);
- Corone: Provveditore, Camerlengo, Capitano del borgo, due Consiglieri (per Corone e Modone) (inizi XIII secolo - 1499); Provveditore, Provveditore straordinario (1686-1718);
- Castello di Morea (1705 - 1718): Castellano;
- Argo (1442 - 1463): Rettore[33];
- Zarnata (1698 - 1718): Provveditore;
- Gastuni (1608 - 1718): Provveditore;
- Laconia (1696 - 1718): Provveditore, Rettore, Camerlengo;
- Messenia (1696 - 1718): Provveditore, Rettore, Camerlengo;
- Acaia (1696 - 1718): Provveditore, Rettore, Camerlengo;
- Mistra (1699 - 1718): Provveditore;
- Calavrita (1698 - 1718): Provveditore;
- Lepanto: Rettore e Provveditore, Camerlengo, Castellano (1415 - 1500); Provveditore, Provveditore straordinario (1687 - 1718);
- Castel Tornese (1689 - 1693): Provveditore;
- Chiefalà (1689 - 1718): Provveditore;
- Navarrino Vecchio (1704 - 1718): Provveditore;
- Navarrino Nuovo (1686 - 1693): Provveditore, Provveditore straordinario;
- Patrasso: Bailo (?) (1423); Provveditore, Provveditore straordinario (1691 - 1718);
- Fanari (1697 - 1718):Provveditore;
- Corinto (1690 - 1718): Provveditore, Provveditore straordinario;
- Braccio della Maina: Rettore (1487 - 1499); Provveditore straordinario (1698).

### Negroponte
Governata dai Veneziani tra il XIII secolo e il XV secolo, l'isola fu poi conquistata dai Turchi che continuarono a controllarla anche dopo la Guerra del Peloponneso.
- Negroponte (1208 - 1470): Bailo e Capitano del borgo, due Consiglieri, Camerlengo e, negli ultimi anni, anche un Provveditore;
- Fetelea (1209 - 1470): Rettore.

### Tracia e Grecia
Si tratta di conquiste effimere: Atene fu controllata per un breve periodo con l'annesso Ducato; Salonicco fu ceduta dai Bizantini, ma venne presa da Murad II dopo qualche anno.
- Salonicco (1423 - 1431): due Provveditori, poi Conte, poi Duca, Capitano;
- Atene (1395 - 1402): Podestà e Capitano.

### Arcipelago greco
- Tenedo (1377 - 1381): Bailo e Capitano; Provveditore, Provveditore straordinario (1656 - 1657);
- Egina (1451 - 1537): Rettore e per poco tempo un Provveditore; Provveditore (1704 - 1718);
- Tine e Micone[34] (1439 - 1718): Rettore e per un breve periodo anche un Provveditore straordinario;
- Lemno (1464 - 1477): Bailo e Capitano. Provveditore, Provveditore straordinario (1656 - 1657);
- Schiatto o Scopolo (1455-1538): Rettore;
- Schiro (1455 - 1538): Rettore;
- Andro (1511 - 1514): Provveditore;
- Cerigo (1363 - 1797): Castellano detto poi Provveditore e Castellano, e per pochi anni un Provveditore straordinario;
- Nasso (1404 - 1500): Governatore.

L'isola di Cerigotto costituì una signoria feudale autonoma della nobile famiglia Viaro dal 1207 al 1655 e successivamente passò per via ereditaria alle nobili famiglie Giustinian e Foscarini fino alla caduta della Repubblica di Venezia nel 1797.

### Candia
Acquistata dal marchese del Monferrato nel 1204, rimase alla Serenissima sino al 1669, al termine della guerra di Candia. Le tre isole fortificate di Suda, Spinalonga e Grabusa rimasero sotto il controllo della Repubblica sino al 1718.
I vari Reggimenti e Consigli cittadini eleggevano inoltre giudici, esattori, funzionari e castellani.
- Candia: un Duca, due Consiglieri (prima erano quattro dei quali due erano Rettori di città), un Capitano, due (e poi tre) Camerlenghi, Giudici, Signori di Notte, Castellano, Cancelliere grande (1207-1669); dalla metà del Cinquecento Duca e Capitano furono sottoposti a un Provveditore generale, in precedenza nominato solo in casi straordinari; la cavalleria era comandata da un Provveditore Generale (1578-1650), la marina da un ammiraglio (detto Capitano alla guardia di Candia); inoltre, durante la guerra di Candia diversi patrizi veneziani furono al fianco del Provveditore Generale come Nobili in Candia;
- Canea: Rettore (un tempo era uno dei quattro consiglieri di Candia), Provveditore, due Consiglieri;
- Rettimo: Rettore, Provveditore, due Consiglieri;
- Scitia: Rettore;
- Suda: Provveditore, Provveditore Straordinario (1573 - 1718);
- Spinalonga: Provveditore, Provveditore Straordinario (1580 - 1718);
- Grabusa: Provveditore (1584 - 1692).

Si contavano inoltre numerosi feudi tenuti da nobili veneziani e cretesi.

### Cipro
Ceduta da Caterina Cornaro nel 1489, fu veneziana sino al 1571 (guerra di Cipro). In realtà, sin dal 1474 la regina era assistita da rettori veneziani.
- Nicosia: un Luogotenente (ovvero il viceré di Cipro), due Consiglieri, due Camerlenghi, cui si aggiungevano un Capitano delle Saline, un Capitano delle galere armate di guardia, un Cancelliere Grande e, per un certo periodo, un Sindico e un Collaterale per i soldati; in casi straordinari, si nominava un Provveditore Generale;
- Famagosta: Capitano (era il comandante militare dell'isola), due Consiglieri, un Collaterale, due Castellani poi ridotti a uno;
- Baffo: Capitano;
- Cerines: Castellano;
- Limisso: Capitano nominato dal Luogotenente.

Si contavano inoltre numerosi feudi tenuti da nobili veneziani e ciprioti.